# 1687 en droit
Chronologie en droit

Cet article présente les faits marquants de l'année 1687 en droit.

## Événements
- Loi sur la protection des êtres vivants au Japon (Shorui Awaremi no Rei). Tsunayoshi Tokugawa fait ramasser les chiens errant dans Edo et les rassemble dans un refuge dans la plaine de Musashi. La cruauté envers les animaux est sévèrement punie, jusqu’à la peine de mort. Tsunayoshi reçoit le surnom sarcastique d’Inu kubô, le « shogun des chiens »[1].

- 31 janvier : décret royal pour l'assainissement de la haute fonction publique des Conseils en Espagne : les postes vacants en surnombre ne sont pas remplacés[2].

- 5 mars : début des procès et des exécutions de révoltés hongrois au tribunal d’exception d’Eperies (Prešov) en Slovaquie. Rétablissement de la domination de l'Archiduché d'Autriche en Hongrie[3].

- 4 avril : déclaration d’Indulgence de Jacques II d'Angleterre, qui donne l’entière liberté religieuse aux dissidents et aux catholiques[4]. Les lois discriminatoire contre les catholiques sont abrogées, et des catholiques sont nommés à des postes importants dans l’administration civile et militaire. Un légat du pape est accueilli à Londres en juillet. Jacques II, face à l’opposition du pays légal à ses projets, congédie en masse les juges de paix, cherche à remplir le Parlement et les tribunaux de ses hommes et poursuit en justice sept évêques réfractaires à la Déclaration d’Indulgence (ils seront acquittés lors de leur procès à Westminster le 29 juin 1688[5].

- 31 octobre : la diète de Presbourg (Bratislava) reconnaît l’hérédité du trône de Hongrie dans la famille des Habsbourg[3]. En échange, la couronne reconnaît les droits traditionnels des Hongrois à l’exception de celui d’insurrection. Joseph de Habsbourg devient roi de Hongrie.

- 11 décembre : traité de commerce franco-siamois.